# نيلسون أندرادي
نيلسون أندرادي (18 أبريل 1933 – 1981) هو ملاكم برازيلي راحل، مثّل بلاده في الألعاب الأولمبية الصيفية 1952.

## روابط خارجية
نيلسون أندرادي على موقع أوليمبيديا (الإنجليزية)